# Salix smithiana
Salix smithiana är en videväxtart som beskrevs av Carl Ludwig von Willdenow. Salix smithiana ingår i släktet viden, och familjen videväxter. Inga underarter finns listade i Catalogue of Life.